# Kadiatou Kanouté
Kadiatou Kanouté (11 de junho de 1978) é uma basquetebolista malinesa.

## Carreira
Kanouté integrou a Seleção Malinesa de Basquetebol Feminino nos Jogos Olímpicos de Pequim 2008, terminando na décima segunda posição.